# Origin (Band)
Origin ist eine US-amerikanische Death-Metal-Band aus Topeka in Kansas. Sie spielen sehr technischen, brutalen und schnellen Death Metal.

## Bandgeschichte
1997 gegründet nahmen Origin im Sommer 1998 die selbstfinanzierte Demo-EP A Coming into Existence auf. Im Oktober desselben Jahres trat die Band u. a. mit Nile und Cryptopsy bei der Death-Across-America-Tour auf.
Mit einem neuen Line-up hatte die Band im April 1999 einen Auftritt mit Napalm Death und im Dezember unterschrieben sie bei Relapse Records einen Plattenvertrag.
Im Jahr 2000 folgten Shows mit Cephalic Carnage, Vader, Dying Fetus und Exhumed. Im Juli wurde das Debütalbum Origin veröffentlicht.
Bevor 2002 das zweite Studioalbum Informis Infinitas Inhumanitas veröffentlicht wurde, gab es erneut einen Bandbesetzungswechsel. Es folgten wiederum viele Tourneen u. a. mit Immolation.
Mit einem wiederum erneuerten Line-up gab die Band im September 2003 ein Konzert in Kansas, während dessen das Musikvideo zu dem Song Portal aufgenommen wurde. Im Januar 2004 folgte eine Tour als Headliner an der Westküste der USA.
Im März 2005 veröffentlichten Origin das Album Echoes of Decimation. Daraufhin war die Band insgesamt 52 Tage lang auf Tour und nur drei Auftritte mussten abgesagt werden.
2006 verließen wieder einige Mitglieder die Band.
Im Februar 2008 war man mit den Aufnahmen für das vierte Studioalbum Antithesis fertig und veröffentlichte es im April desselben Jahres. Das Album erreichte Platz 21 der Billboard Top Heatseekers Charts. Im Mai 2008 wurde das Musikvideo zu dem Song Finite veröffentlicht.
Die Band gab im Februar 2010 bekannt, dass James Lee nach über neun Jahren als Sänger die Band verlassen habe. Als Ersatz gewann man Mica „Maniac“ Meneke, der die Band zunächst auf der Thrash and Burn Tour begleitet. Zuvor war er u. a. bei The Faceless aktiv.
Anfang März 2011 gab die Band via Facebook einen Kommentar zur bevorstehenden Tour mit Hate Eternal, in dem die Band auch ihren neuen Sänger Jason Keyser (Skinless, Mucopus) bekannt gab.
Nachdem die bisherigen Alben von Relapse Records vertrieben wurden, unterschrieb die Band Ende des Jahres 2010 einen weltweiten Vertrag beim Musiklabel Nuclear Blast, wo im Juni 2011 das fünfte Studioalbum mit dem Titel Entity erschien. Das Artwork des Albums stammt von Colin Marks, der schon mit Bands wie Suicide Silence, Nevermore, und Exodus zusammengearbeitet hat.

## Diskografie
- 2000: Origin
- 2002: Informis Infinitas Inhumanitas
- 2005: Echoes of Decimation
- 2008: Antithesis
- 2011: Entity
- 2014: Omnipresent
- 2017: Unparalleled Universe
- 2019: Abiogenesis – A Coming into Existence
- 2022: Chaosmos